# Bö, Göteborg
Bö är en stadsdel i Göteborg. Bö gränsar till Delsjöns friluftsområde och bebyggelsen är en blandning av villor och flerfamiljshus. Stadsdelen har en areal på 145 hektar.
Namnet Bö kommer av det fornvästnordiska ordet bø’r med betydelsen "gård". Namnet skrevs Bøø 1485, Böö 1565, Böe 1637 och Bö 1738.
Här finns även Böskolan, en grundskola som numera drivs som friskola med internationell profil. I områdets sydvästra del, granne med Liseberg, hade Bröderna Kanold sin choklad- och konfektyrfabrik. Byggnaden är numera ombyggd till kontor.

## Inkorporering och utbyggnad från 1920-talet
Sedan de östra delarna av Örgryte socken inkorporerats i Göteborgs stad år 1922, delades den upp i stadsdelarna Bö, Torp, Skår, Kallebäck, Gårda, Lunden, Kålltorp och Sävenäs, namngivna efter gamla gårdar. Stadsingenjören Albert Lilienberg lade samma år fram en plan för bostadsbyggande, framför allt villabebyggelse, för Bö, Torp, Kålltorp och en del av Skår. Runt Sankt Sigfrids plan och i Kålltorps egnahem genomfördes förslagen.
Örgryte Trädgårdsstad uppfördes i början av 1920-talet på mark som tillhört Överås och Jakobsdal. Efter inkorporeringen 1922 fortsatte utbyggnaden i Bö Villastad och Örgryte Trädgårdsstad. Villor och radhus, bland annat vid Sankt Sigfridsgatan, präglades av 1920-talsklassicismen, medan planerna runt Brödragatan ändrades på 1930-talet, där funktionalismens idéer fick genomslag, vilket var Göteborgs första område i den stilen. Området var färdigutbyggd omkring år 1950.
Under 1970-talet tillkom radhusområden på parkområdena vid Stora Gårda (1974) och Överås (1977). Jakobsdals gård vid Sankt Sigfrids plan revs 1972 och Sovjetunionens generalkonsulat kom att uppföras där. Vid Ekmanska sjukhuset uppfördes ett sjukhem år 1993.

## Bostadsområden

### Bö villaområde
Norr om Delsjöbäcken ligger Bö villaområde med villor från såväl mitten av 1800-talet som 1920-talet. Här ligger även Örgryte gamla kyrka uppförd på 1200-talet, Örgryte nya kyrka från 1889, Bö herrgård, Överås och Wilhelmsberg.
Bö villastad anlades norr och öster om Örgryte nya kyrka på 1890-talet. På 1920-talet tillkom Örgryte Trädgårdsstad väster därom och under åren 1925–1935 tillkom villaområdet längs Överåsgatan.
Villa Soltorpet uppfördes år 1903 för skeppsredaren Werner Lundqvist efter ritningar av Georg Nordström och har en välbevarad inredning. I början av 1930-talet uppfördes flera trävillor i 1920-talsklassicism, ritade av Björner Hedlund, på Humlegårdsgatan, Bögatan och Herrgårdsgatan. På Bögatan 9–13 ligger ett radhus, som uppfördes i tre omgångar. Den första delen uppfördes 1925, de fem mellanliggande husen byggdes 1926 och den sista delen uppfördes 1938.
Arkitekten Nils Olsson tog initiativet till Örgryte Trädgårdsstad, som stadsplanelades på Överås ägor av Albert Lilienberg år 1920 och bebyggdes under åren 1920–1930. Olsson ritade ungefär hälften av husen, bland annat den egna villan Olsagården. Området ligger norr och söder om Delsjövägen. Orangerigatan, som avslutas med Tandåsplatsen och en radhuslänga i söder, är en del av Örgryte Trädgårdsstad.
Området runt Överåsgatan stadsplanelades av Lilienberg under åren 1923–1925 och bebyggdes åren 1925–1931. Flera av husen ritades av Nils Olsson.

### Sankt Sigfridsgatan
Längs Sankt Sigfridsgatan ligger radhus i 1920-talsklassicism uppförda under åren 1922–1928. Byggnaderna är uppförda i trä i två våningar och har tegeltäckta sadeltak. Stadsplanen upprättades av Lilienberg åren 1920–1924.

### Jakobsdalsgatan
På område som tidigare tillhörde Jakobsdals gård ligger fyra storgårdskvarter på en höjd. Stadsplanen för området upprättades 1924 av Albert Lilienberg och bebyggdes under åren 1928–1932 med bostadshus om 5–6 våningar med fasader i rött eller gult tegel.

### Brödragatan

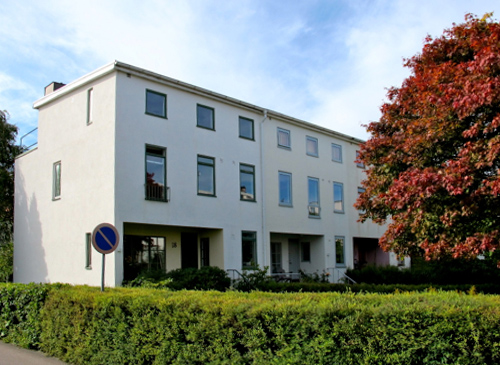
Radhus vid Brödragatan.

Den av Albert Lilienberg upprättade stadsplanen ändrades åren 1933 och 1937 av dåvarande stadsplanechefen Uno Åhren i funktionalistisk anda. Vid Bångejordsgatan byggdes två radhuslängor åren 1934–1935. Under åren 1937–1938 uppfördes norr om Brödragatan radhus och vid Lillkullegatan parhus och ytterligare två radhuslängor tillkom åren 1943–1945. Merparten av husen ritades av Ingrid Wallberg. Husen är två–tre våningar med ljus putsfasad.
Flerfamiljshusen vid Daltorpsgatan ritades av Ingrid Wallberg och uppfördes åren 1937–1938.

### KvarterenSmaragdödlan, Pärlödlan och Murödlan

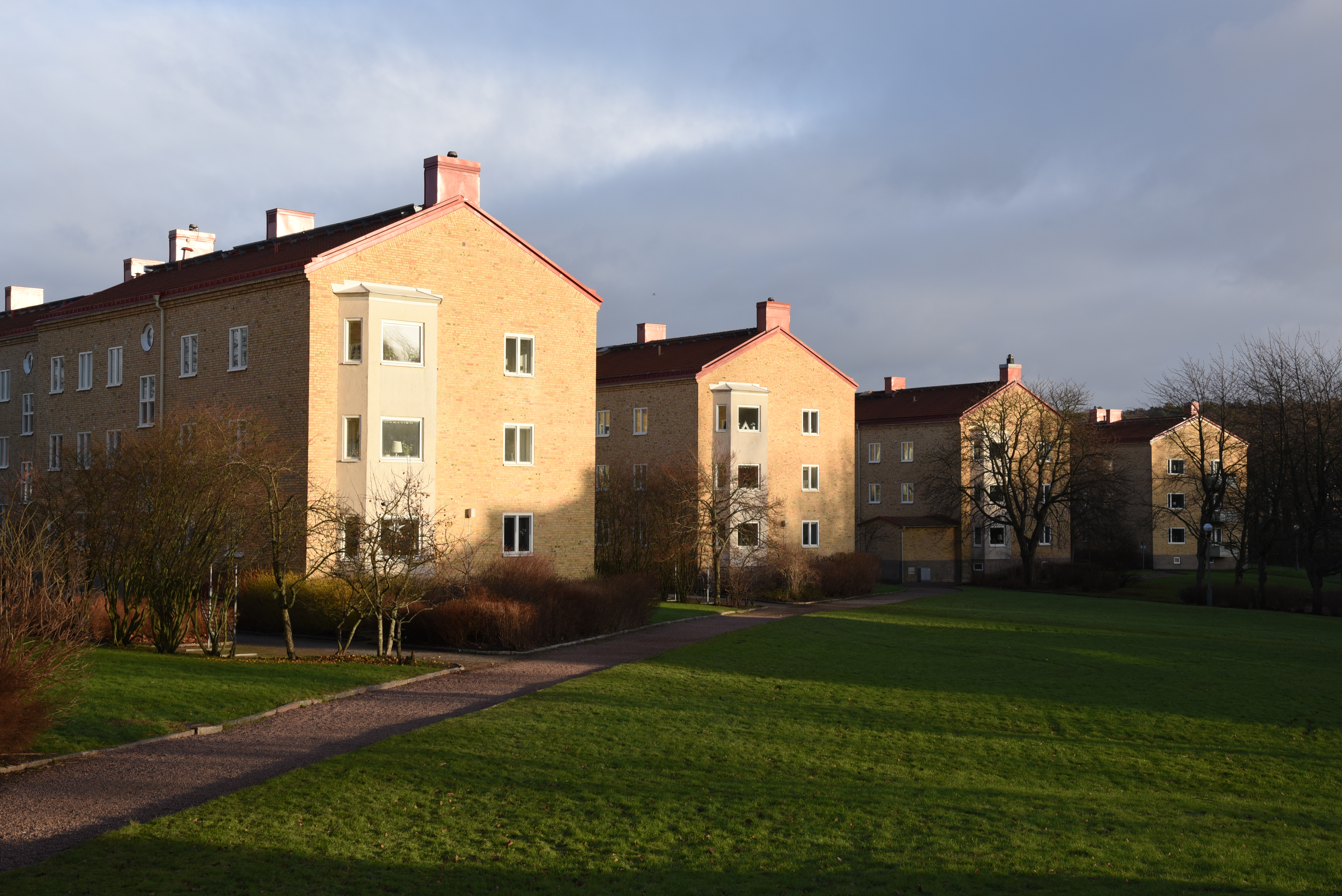
Kvarteret Smaragdödlan.

Kvarteren mellan Bögatan, Delsjöbäcken och Lillkullegatan stadsplanelades 1944 av Uno Åhren och Gunnar Sundbärg och bebyggdes åren 1945–1948. Arkitekt var Nils Einar Eriksson, förutom för ett hus, som ritades av Ingrid Wallberg (Fastigheten Bö 97:1 vid Kvarngärdesgatan i kvarteret Murödlan).
Bebyggelsen består av lamellhus i tre våningar uppförda i gult tegel. I östra delen av området finns två hus tillhöriga kvarteret Pärlödlan varav ett består av en låg länga med butiker, Bö affärscentrum.

### Tandåsgatan
Hette förut Skogsstigen. Fick sitt nuvarande namn 1923 efter berget Tandås som den ligger på. Betydelsen av Tandås är troligen tända, ett gammalt namn på nedre loppet av Delsjöbäcken med dialektordet 'tanne,' 'tånge' som i 'brinnande tjärvedsfackla.' Den tolkningen skulle i så fall antyda fiske med bloss eller justring. Kvarteren vid gatan är: kv. 23 Näckörat och kv. 90 Virvelsnäckan.

## Byggnadskvarter
- 1 Kv. Ödlan[19]
- 2 Kv. Grodan
- 3 Kv. Snoken
- 4 Kv. Huggormen
- 5 Kv. Sjöormen
- 6 Kv. Äspingen
- 7 Kv. Kopparormen
- 8 Kv. Sandödlan
- 9 Kv. Kameleonten
- 10 Kv. Draken
- 11 Kv. Sköldpaddan
- 13 Kv. Krokodilen
- 14 Kv. Salamandern
- 15 Kv. Kräftan
- 16 Kv. Hummern
- 17 Kv. Krabban
- 18 Kv. Räkan
- 19 Kv. Bläckfisken
- 21 Kv. Snigeln
- 22 Kv. Vindeltrappan
- 23 Kv. Näckörat
- 24 Kv. Strandsnäckan
- 25 Kv. Porslinssnäckan
- 26 Kv. Purpursnäckan
- 27 Kv. Olivsnäckan
- 28 Kv. Näcken
- 29 Kv. Havstulpanen
- 30 Kv. Taggsnäckan
- 31 Kv. Kägelsnäckan
- 32 Kv. Valthornssnäckan
- 33 Kv. Skålsnäckan
- 34 Kv. Midasörat
- 35 Kv. Pärlmusslan
- 36 Kv. Toppsnäckan
- 38 Kv. Knivslidan
- 39 Kv. Blåmusslan
- 40 Kv. Skedmusslan
- 41 Kv. Borrmusslan
- 42 Kv. Hjärtmusslan
- 43 Kv. Sjöharen
- 44 Kv. Sjöjungfrun
- 45 Kv. Sjörosen
- 46 Kv. Sjöborren
- 47 Kv. Sjöstjärnan
- 48 Kv. Sjöhästen
- 49 Kv. Havsgurkan
- 50 Kv. Liljestjärnan
- 51 Kv. Havsfrun
- 52 Kv. Stjärnkorallen
- 53 Kv. Orgelkorallen
- 54 Kv. Korallen
- 55 Kv. Ädelkorallen
- 56 Kv. Maneten
- 57 Kv. Ostronet
- 61 Kv. Daggmasken
- 62 Kv. Åttafotingen
- 63 Kv. Hästigeln
- 64 Kv. Tonsnäckan
- 65 Kv. Lindormen
- 66 Kv. Skogsödlan
- 67 Kv. Vingsnäckan
- 68 Kv. Kammusslan
- 69 Kv. Delfinen
- 70 Kv. Bävern
- 71 Kv. Illern
- 72 Kv. Uttern
- 73 Kv. Valen
- 74 Kv. Tumlaren
- 75 Kv. Sjöbjörnen
- 76 Kv. Sjölejonet
- 77 Kv. Valrossen
- 78 Kv. Vitfisken
- 79 Kv. Narvalen
- 80 Kv. Sorken
- 81 Kv. Sjöelefanten
- 82 Kv. Silmusslan[20]
- 83 Kv. Hjälmsnäckan
- 84 Kv. Violsnäckan
- 85 Kv. Dvärgsnäckan
- 86 Kv. Hornkorallen
- 87 Kv. Sirenen (utgått)
- 88 Kv. Korkkorallen
- 89 Kv. Barkkorallen
- 90 Kv. Virvelsnäckan
- 91 Kv. Marködlan
- 92 Kv. Springödlan
- 93 Kv. Sandmusslan
- 94 Kv. Bärnstenssnäckan
- 95 Kv. Pilgrimsmusslan
- 96 Kv. Sumpsnäckan
- 97 Kv. Murödlan
- 98 Kv. Smaragdödlan
- 99 Kv. Pärlödlan
- 100 Kv. Blåtungan
- 101 Kv. Taggsvansen
- 106. Populärnamn: Stora Gårda
- 107 Kv. Klotsnäckan
- 108. Populärnamn: Örgryte gamla kyrka

## Kommunikationer
Spårvagnslinje 5 trafikerar stadsdelen med hållplatserna Sankt Sigfrids plan, Bäckeliden, Ekmanska och Bögatan och busslinje 50 har hållplatser vid Betaniagatan och Årbogatan.

## Galleri

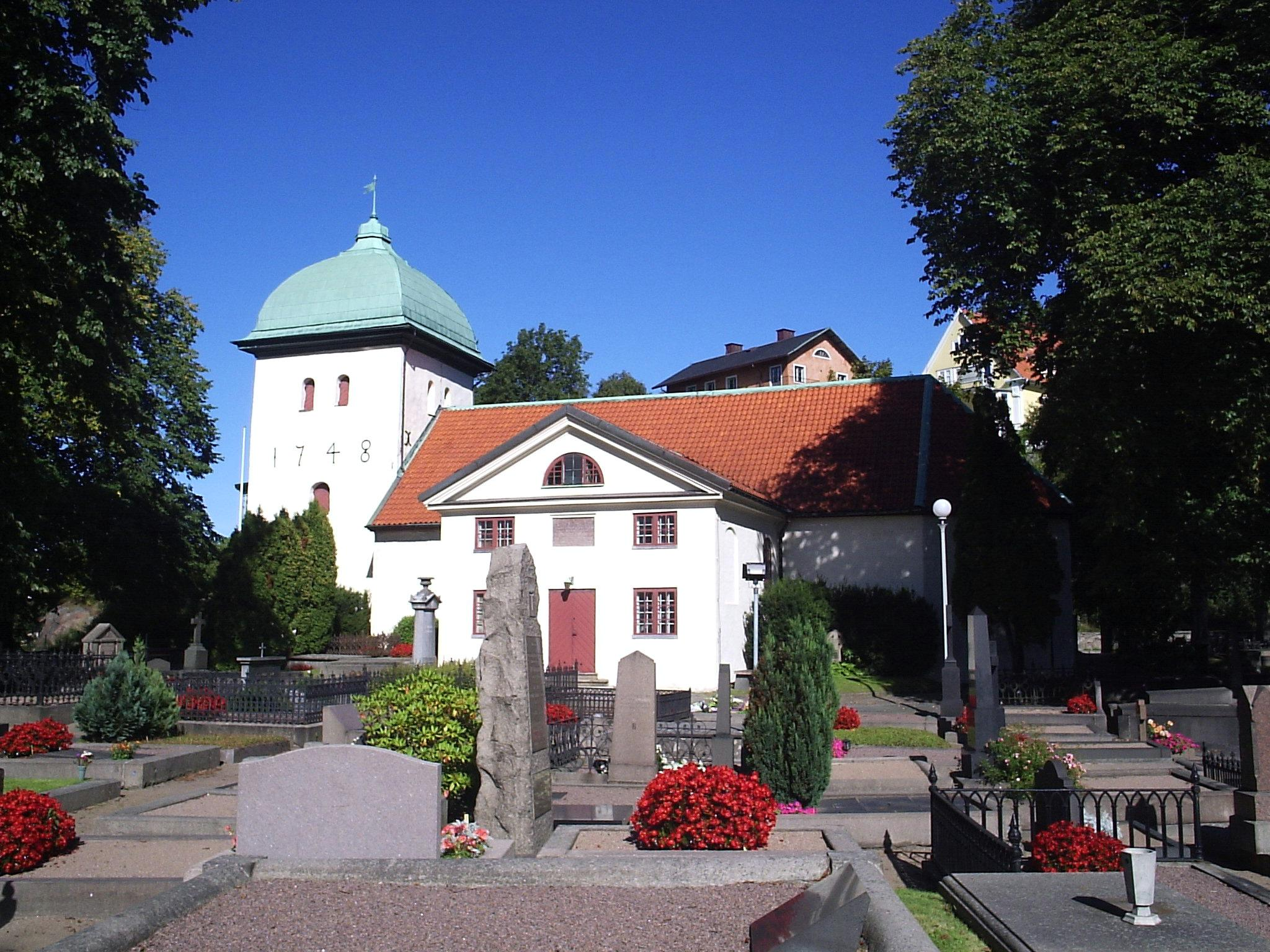
Örgryte gamla kyrka.
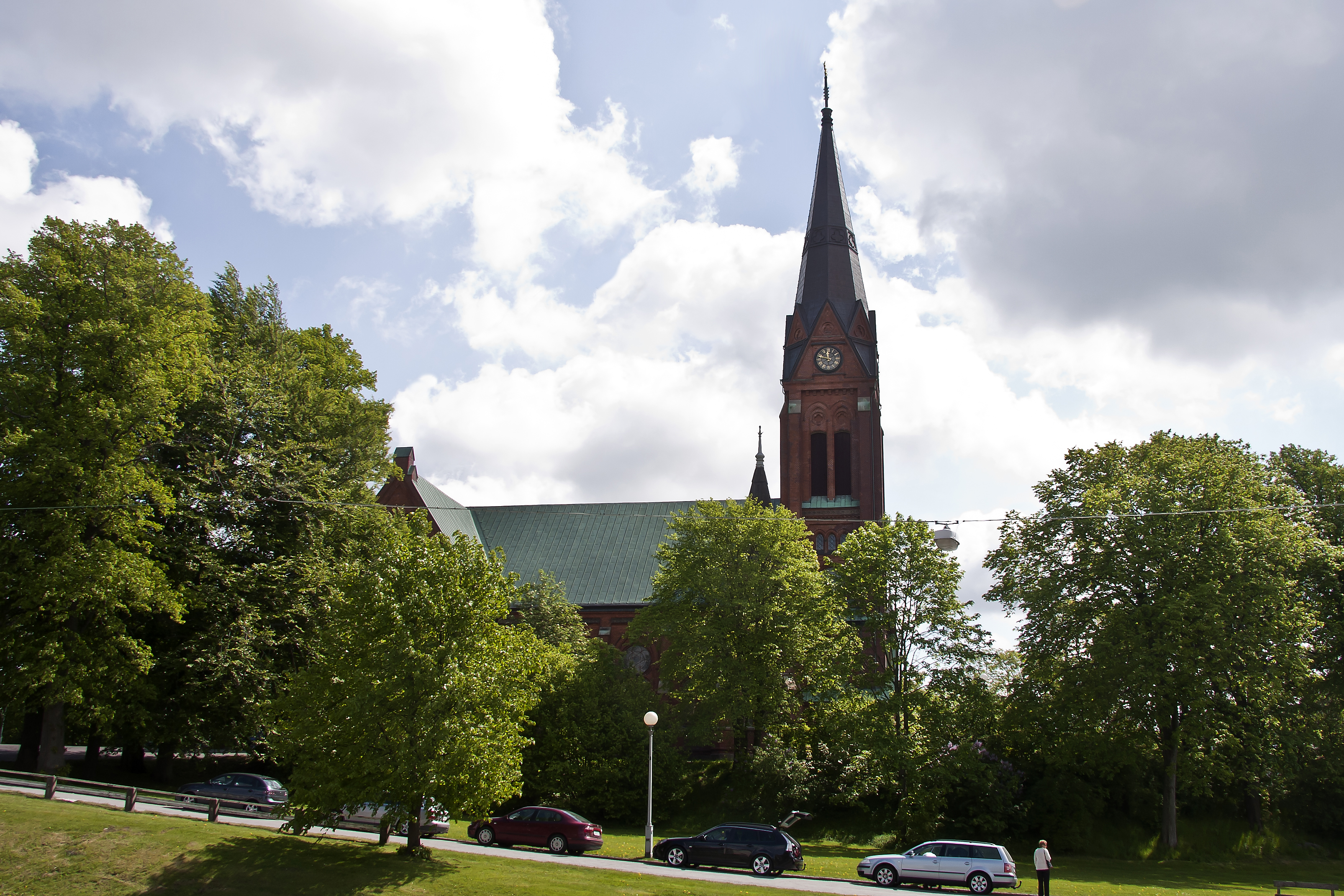
Örgryte nya kyrka.
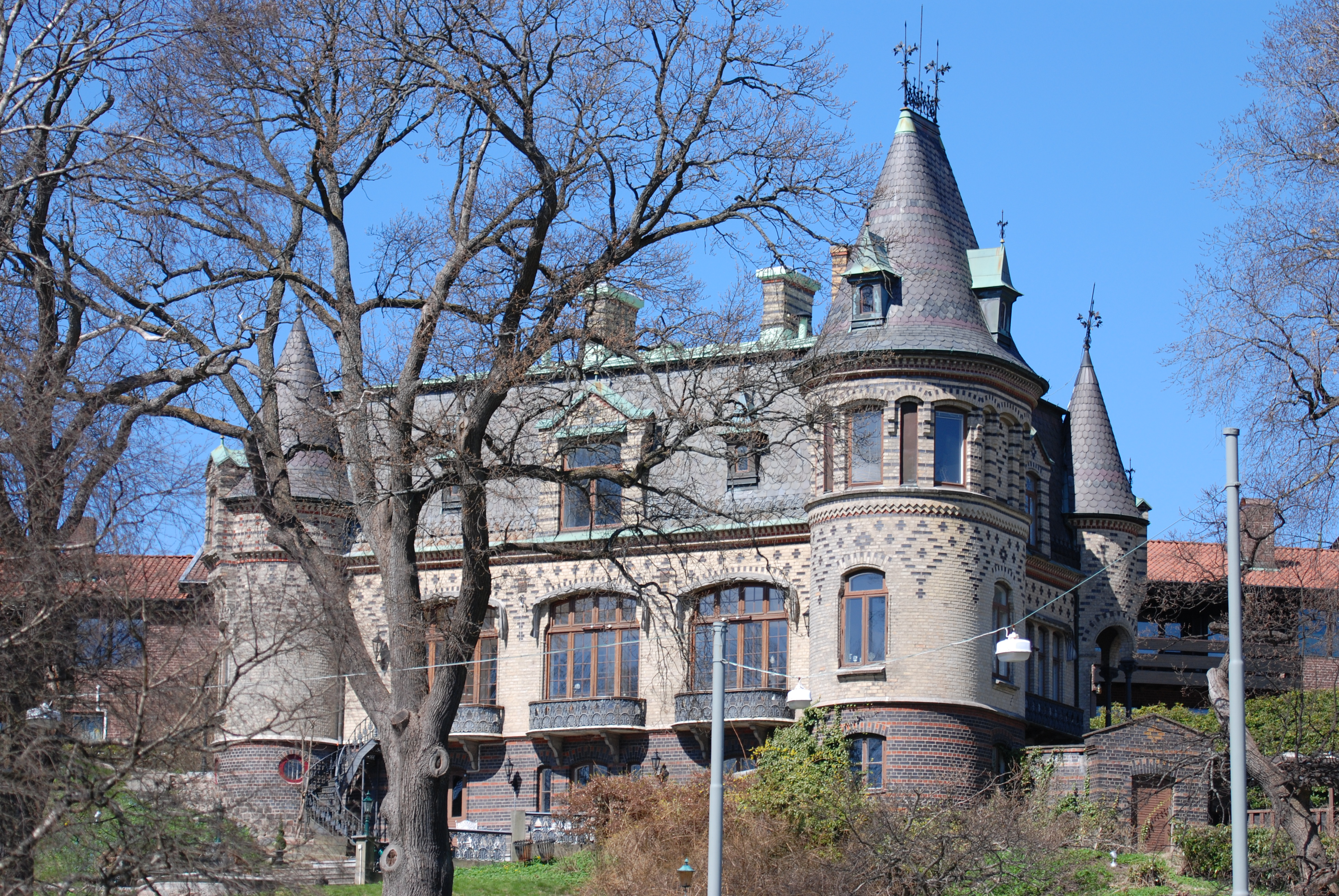
Wilhelmsberg.
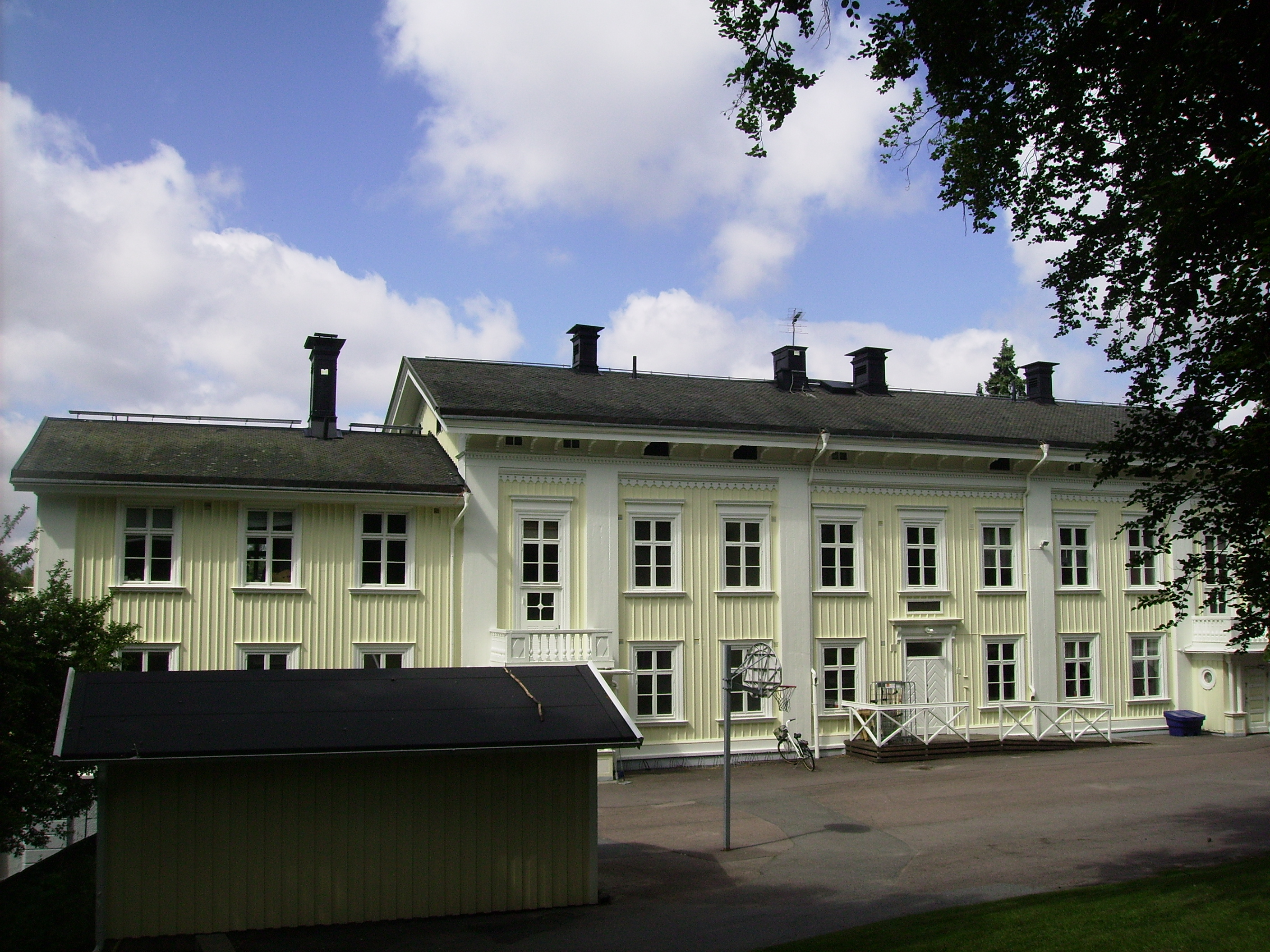
Bö herrgård.
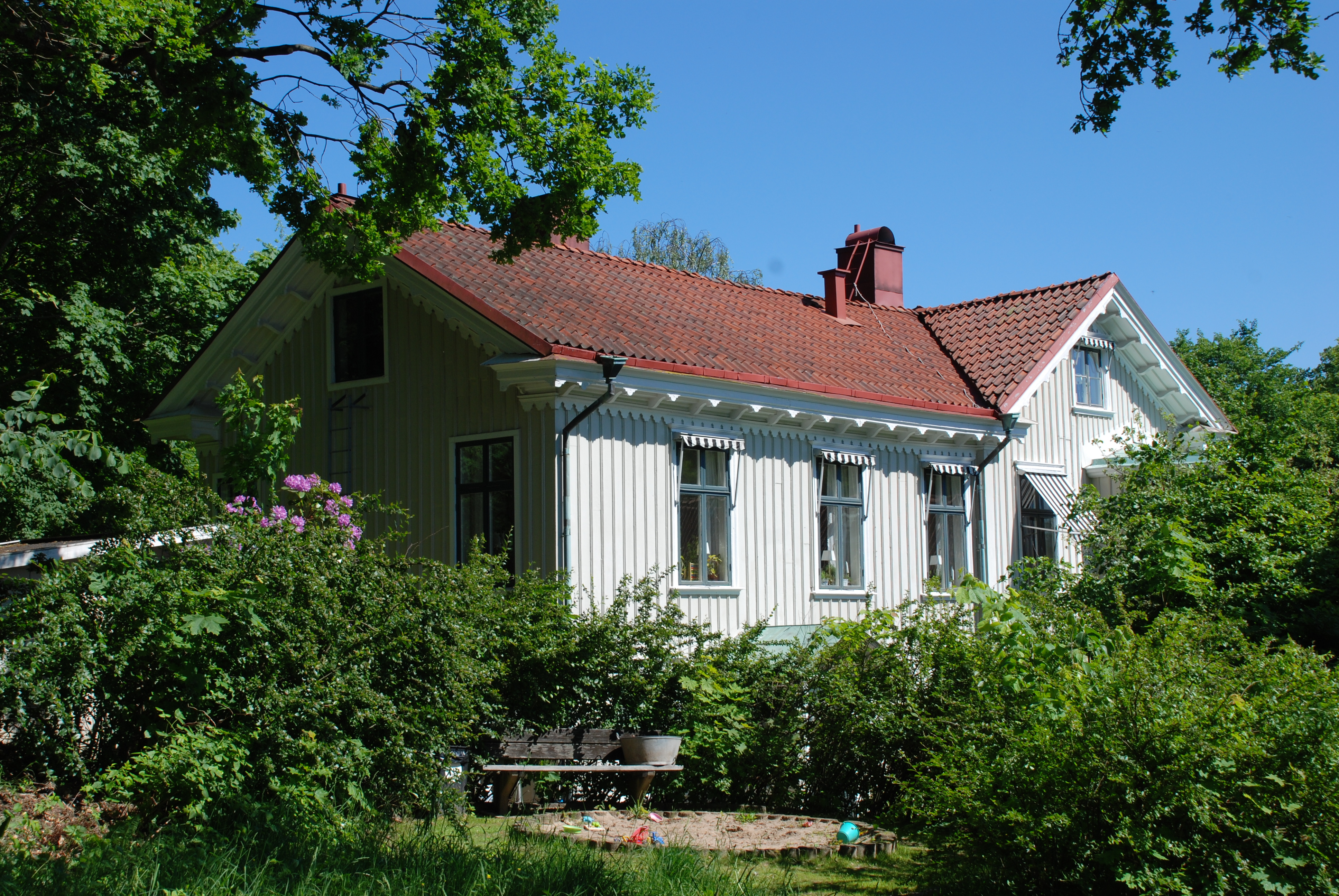
Stora Gårda.
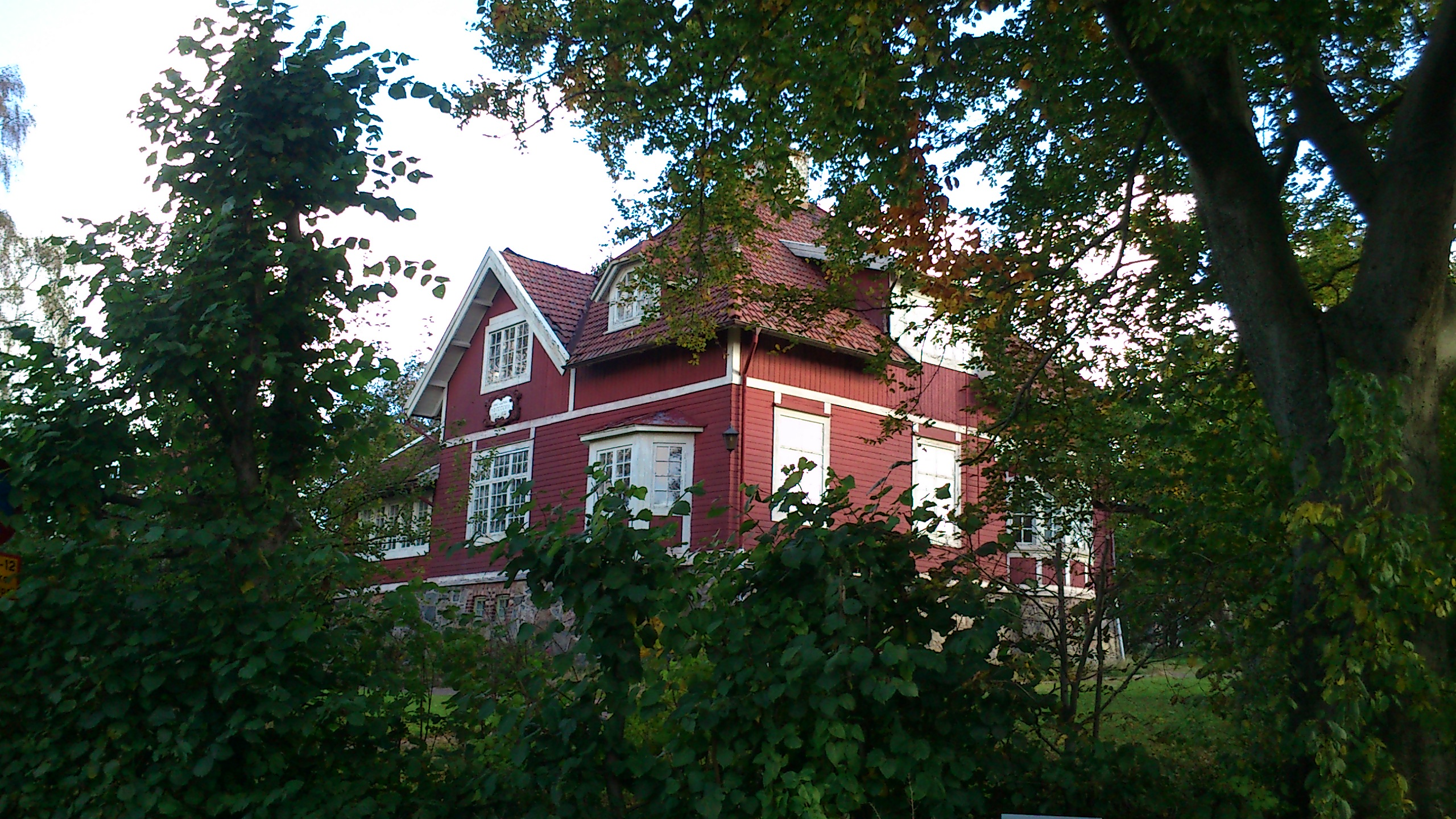
Villa Soltorpet.
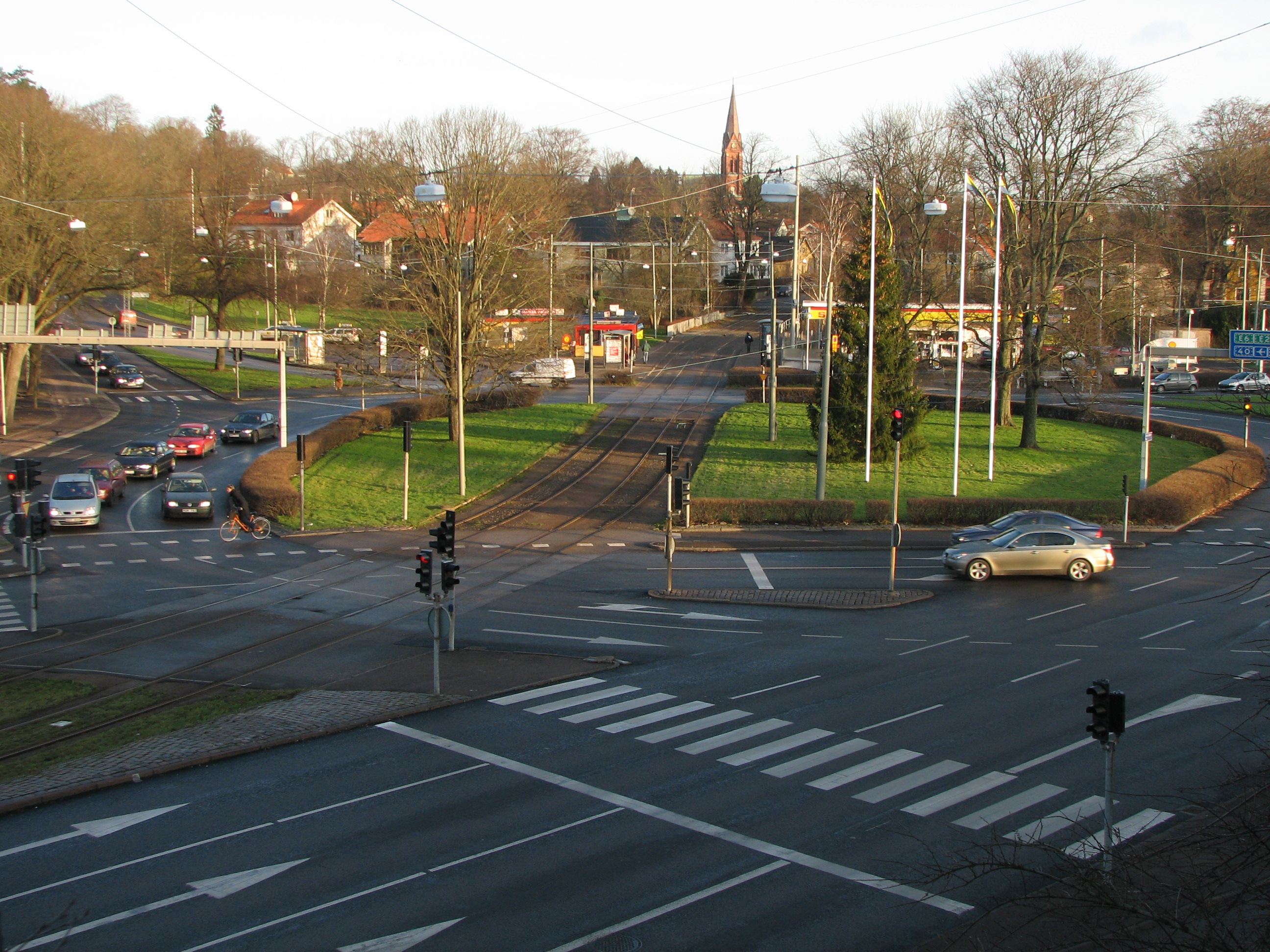
Sankt Sigfrids plan.
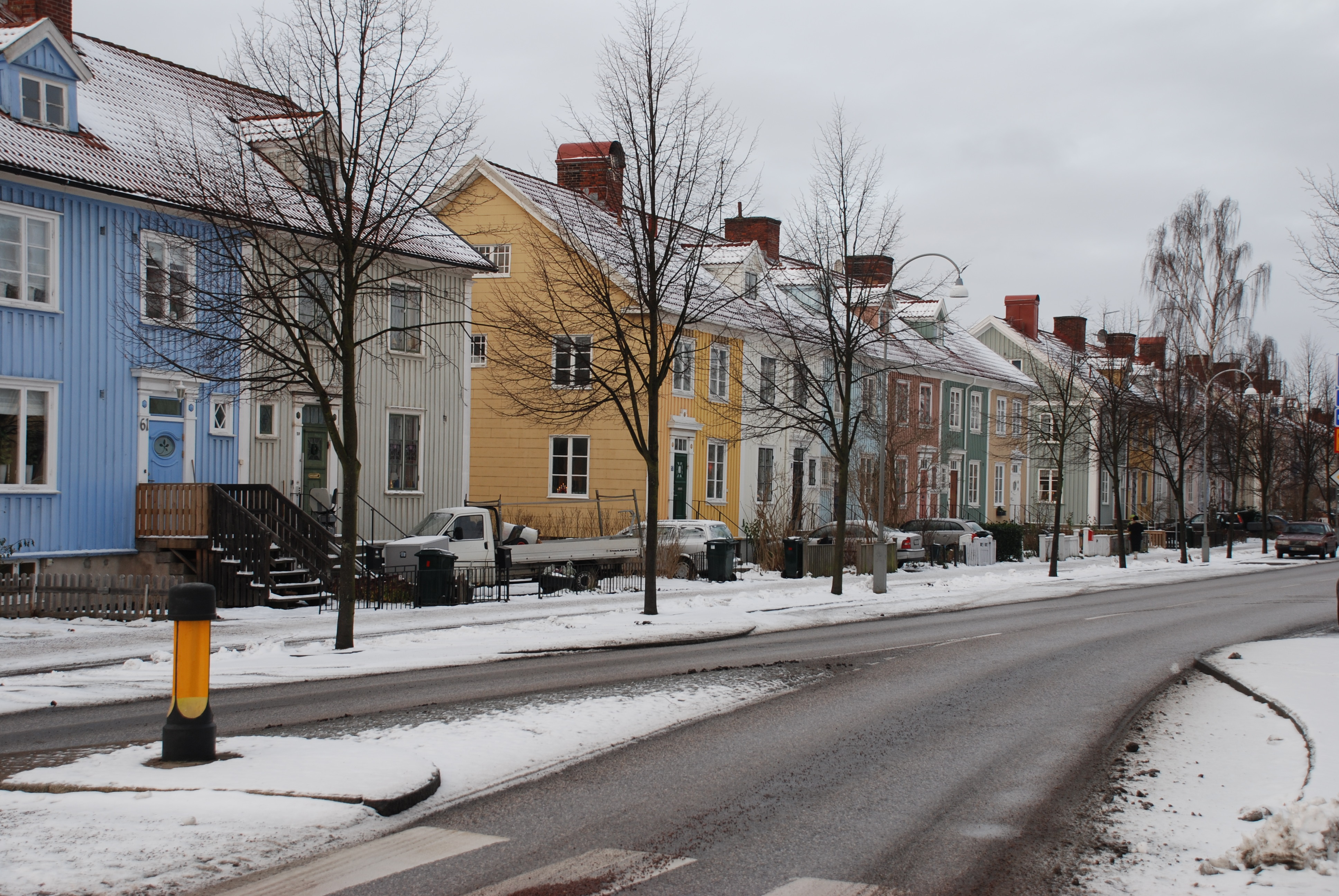
Sankt Sigfridsgatan.